# Тјековске Лужани
Тјековске Лужани (слч. Tekovské Lužany) насељено је мјесто са административним статусом сеоске општине (слч. obec) у округу Љевице, у Њитранском крају, Словачка Република.

## Становништво
| Година:    | 1994. | 2004.   | 2014.   | 2024.   |
| ---------- | ----- | ------- | ------- | ------- |
| Број људи: | 2868  | 2937    | 2860    | 2825    |
| Разлика:   |       | +2,40 % | -2,62 % | -1,22 % |

| Година:    | 2023. | 2024.   |
| ---------- | ----- | ------- |
| Број људи: | 2810  | 2825    |
| Разлика:   |       | +0,53 % |

Према подацима о броју становника из 2011. године насеље је имало 2.913 становника.